# Cat Records
Cat Records est un label discographique américain, anciennement basé à New York, dans l'État de New York, actif entre 1954 et 1956. Cat Records était une filiale d'Atlantic Records fondée par Ahmet Ertegün et Herb Abramson. 

## Histoire
Cat Records est formé en avril 1954 par Ahmet Ertegün et Herb Abramson, à New York. Beaucoup moins actif que les autres filiales d'Atlantic, Atco Records, le label produit des disques de rhythm and blues et de groupes vocaux de doo-wop. Les titres sortent tous en 45 et 78 tours avant que le label ne ferme deux ans plus tard. 
C'est pour Cat Records que Floyd Dixon enregistre un de ses plus célèbres titres, Hey Bartender. Le plus gros succès du label est Sh-Boom de The Chords en 1954.

## Groupes et artistes
Les groupes et aartistes produits sont : Floyd Dixon, The Chords (parfois sous le nom The Chordcats), The Sheiks, Mickey and Sylvia, et Margie Day.